# Cantonul Tergnier
Cantonul Tergnier este un canton din arondismentul Laon, departamentul Aisne, regiunea Picardia, Franța.

## Comune
- Beautor
- Liez
- Mennessis
- Tergnier (reședință)